# شبير شاه
شبير أحمد شاه، المعروف شعبيًا باسم شبير شاه، (14 يونيو 1953 -) هو سياسي انفصالي كشميري وهو مؤسس ورئيس حزب حرية جامو وكشمير الديمقراطي، وهو واحد من أهم المنظمات السياسية الانفصالية التي تسعى إلى انتزاع «حق تقرير المصير» لجامو وكشمير. أمضى أكثر من 31 عامًا من عمره في المعتقلات الهندية حتى أُطلق عليه «طائر السجون»، و«نيلسون مانديلا كشمير». وتعترف به منظمة العفو الدولية كـ «سجين رأي».
في عام 1975 شجب شبير شاه «اتفاق أنديرا - عبد الله» الذي وقعه رئيس الوزراء الهندي آنذاك أنديرا غاندي مع شيخ محمد عبد الله، تم اعتقاله وتعذيبه في سريناغار لمدة 4 أشهر، ثم احتُجز في السجن المركزي في سريناجار لمدة 30 شهرًا، بعد إطلاق سراحه في عام 1978 بدأ على الفور أنشطته السياسية السرية. 
في عام 1980 أعيد اعتقال شاه. وقد احتُجز في سجن كاثوا الفرعي وانتقل لاحقًا إلى السجن المركزي في سريناغار حيث احتُجز لمدة اثني عشر شهرًا، ثم أُطلق سراحه في نهاية عام 1981، ولكن في أوائل عام 1982 أعيد اعتقاله، وخرجت مظاهرات حاشدة ضد اعتقاله. توقفت الحياة في وادي كشمير لمدة 5 أيام حتى أطلق سراح شاه. ثم أعيد اعتقاله من فندق كايلاش واحتُجز في مركز التحقيق في كوثي باغ لمدة ثلاثة أشهر ونصف، واحتُجز لمدة اثني عشر شهراً أخرى في سجن سريناغار المركزي. ثم أطلق سراحه عام 1983، وقاد شبير شاه الاحتجاجات ضد الحكومة واعتقل مرة أخرى في عام 1984. 
تم إطلاق سراحه عام 1986 بعد أن تدهورت حالته الصحية، وألقى كلمة في مؤتمر صحفي وطالب بإعطاء الشعب الكشميري ما يسميه «حق تقرير المصير». وأعيد اعتقاله في غضون 10 أيام من إطلاق سراحه في 12 يوليو 1986، وتعرض للتعذيب لمدة شهرين. وفي 8 سبتمبر 1986 قررت المحكمة العليا الإفراج عنه، ومع ذلك أعيد اعتقاله على الفور بتهم أخرى وأبقى في السجن حتى أفرج عنه في 14 أكتوبر 1994، ووضع قيد الإقامة الجبرية، وتم تقييد حركته السياسية إلى حد كبير حتى تم اعتقاله بموجب قانون الأمن العام في 20 أغسطس 2008، ولكن ألغت المحكمة العليا أسباب اعتقاله، وأُطلق سراحه في 22 مايو 2009، لكن أُعيد اعتقاله في 8 يونيو بموجب قانون الأمن العام الجديد، لكن ألغت المحكمة العليا القانون في 4 أغسطس 2009، وبالرغم من ذلك لم يُفرج عنه. 
في 21 مايو 2017 استقال شبير أحمد شاه من منصبه كأمين عام لحركة تحريك الحريات بقيادة سيد علي شاه جيلاني.